# Мухолов сіроголовий
Мухолов сіроголовий (Poecilotriccus senex) — вид горобцеподібних птахів родини тиранових (Tyrannidae). Цей рідкісний вид є ендеміком Бразилії.

## Поширення і екологія
Сіроголові мухолови локально поширені в Центральній Амазонії, в долині річки Мадейра, в штатах Амазонас і Рондонія. Вони живуть в амазонській сельві і варзейських лісах (тропічних лісах у заплавах Амазонки і її притоків).